# Джеймс Каан
Джеймс Каан (англ. James Caan; 26 березня 1940, Нью-Йорк — 6 липня 2022, Лос-Анджелес, Каліфорнія) — американський актор.

## Біографія
Джеймс Каан народився 26 березня 1940 в Бронксі, Нью-Йорк. Закінчив акторський університет «Neighborhood Playhouse», працював в театрі і на телебаченні. Першу роль зіграв у 1963 році у фільмі Біллі Вайлдера «Ніжна Ірма». В 1964 зігравши автогонщика у фільмі Говарда Гоукса «Червона лінія 7000» Каан закріпив за собою на екрані і в житті репутацію спортсмена, «справжнього чоловіка». Діапазон ролей актора розширився після роботи у Копполи в фільмі «Люди дощу» (1969) і особливо в «Хрещеному батьку» (1972), де він грає відчайдушного нащадка гангстерського клану Сонні Корлеоне, який поєднує в собі майже дитячу простодушність, нахабну самовпевненість і запальний характер. В решті Каан став рідкісним для Голлівуду типом характерного актора, чия знаменита усмішка то сяяла безтурботністю, то виглядала невротичним оскалом.
В 1980 році Каан поставив зі своєю участю фільм «Сховай на очах у всіх», де виступив в ролі розлученого батька, що бореться за своїх дітей. Тема дбайливого ставлення до батьківства, родини, будинку проходить у фільмі Майкла Манна «Злодій» (1980), де професійний зломщик виявляється змушеним провести операцію по крадіжці коштовностей.
Початок 80-х років пов'язаний з душевною кризою актора, прилученням до наркотиків, руйнуванням сім'ї. З 1982 протягом п'яти років Каан не знімався, працював тренером з бейсболу. Повернутися в кіно йому допоміг Коппола, запросивши знятися у фільмі «Сади каменів» (1987). У незвичайній для себе ролі Каан з'явився в психологічному трилері «Мізері» (1990), граючи знаменитого автора любовних романів, що потрапив у полон до своєї шанувальниці з психічними відхиленнями.
Джеймс є майстром бойових мистецтв. За внесок у розвиток кіноіндустрії удостоєний Зірки на Голлівудській Алеї Слави під номером — 6648.
Джеймс Каан був одружений чотири рази: на Ді Джей Метіс (1960—1966), Шейлі Райан (1976—1977), Інгрід Хайек (1990—1995) і Лінді Стоукс (1996—2009). У актора є п'ятеро дітей: Тара (1964) від Ді Джей Метіс, Скотт (1976) від Шейли Райан, Александр Джеймс (1991) від Інгрід Хайек, Джеймс Артур (1995) і Джейкоб Ніколас (1998) від Лінди Стоукс.

## Фільмографія
| Рік       |    | Українська назва                       | Оригінальна назва                   | Роль                      |
| --------- | -- | -------------------------------------- | ----------------------------------- | ------------------------- |
| 1961      | с  | Оголене місто                          | Naked City                          | Марті Фекеті              |
| 1961      | с  | П'єса тижня                            | Play of the Week                    |                           |
| 1961      | с  | Шосе 66                                | Route 66                            | Джонні Беренсон           |
| 1962      | с  | Прем'єра Алкоа                         | Alcoa Premiere                      | Арч Вільямс               |
| 1962      | с  | Недоторканні                           | The Untouchables                    | Кір Бреннон               |
| 1962      | с  | Медсестри                              | The Nurses                          | доктор Дік Гарріс         |
| 1963      | с  | Широка країна                          | Wide Country                        | Бадді Сімпсон             |
| 1963      | с  | Доктор Кілдер                          | Dr. Kildare                         | Чарлі Джонсон             |
| 1963      | с  | Бен Кейсі                              | Ben Casey                           | Доктор Кіт Грегорі        |
| 1963      | с  | Дні в долині смерті                    | Death Valley Days                   | Джим Маккінні / Боб       |
| 1963      | с  | У бою                                  | Combat!                             | сержант Бекман            |
| 1963      | с  | Театр творців саспенсу                 | Kraft Suspense Theatre              | Рік Пітерсон              |
| 1964      | с  | Ченнінг                                | Channing                            | Джефф Брубейкер           |
| 1964      | с  | Година Альфреда Гічкока                | The Alfred Hitchcock Hour           | Джей Сев / Філ Белдон     |
| 1964      | ф  | Леді в клітці                          | Lady in a Cage                      | Ренделл Сімпсон О'Коннелл |
| 1965      | ф  | Червона лінія 7000                     | Red Line 7000                       | Майк                      |
| 1965      | с  | Караван возів                          | Wagon Train                         | Пол                       |
| 1968      | ф  | Зворотній відлік                       | Countdown                           | Лі Стеглар                |
| 1969      | с  | ФБР                                    | The F.B.I.                          | Юджин Девід Голт          |
| 1969      | с  |                                        | Get Smart                           | Руперт                    |
| 1971      | тф | Пісня Браяна                           | Brian's Song                        | Браян Пікколо             |
| 1972      | ф  | Хрещений батько                        | The Godfather                       | Сонні Корлеоне            |
| 1974      | ф  | Гравець                                | The Gambler                         | Алекс Фрід                |
| 1974      | ф  | Хрещений батько 2                      | The Godfather Part II               | Сонні Корлеоне            |
| 1975      | ф  | Роллербол                              | Rollerball                          | Джонатан                  |
| 1976      | ф  | Гаррі і Волтер їдуть до Нью-Йорка      | Harry and Walter Go to New York     | Гаррі Дайбі               |
| 1977      | ф  | Міст надто далеко                      | A Bridge Too Far                    | штаб-сержант Едді Доган   |
| 1979      | ф  | 1941                                   | 1941                                | моряк                     |
| 1981      | ф  | Злодій                                 | Thief                               | Френк                     |
| 1987      | ф  | Сади каменів                           | Gardens of Stone                    | сержант Газард            |
| 1988      | ф  | Нація прибульців                       | Alien Nation                        | детектив Метью Сайкс      |
| 1990      | ф  | Дік Трейсі                             | Dick Tracy                          | Спалдоні                  |
| 1990      | ф  | Мізері                                 | Misery                              | Пол Шелдон                |
| 1991      | ф  | Назад у темряву                        | The Dark Backward                   | доктор Скарві             |
| 1991      | ф  | Для хлопців                            | For the Boys                        | Едді Спаркс               |
| 1992      | ф  | Медовий місяць у Лас-Вегасі            | Honeymoon in Vegas                  | Томмі Корман              |
| 1993      | ф  | Програма                               | The Program                         | Сем Вінтерс               |
| 1996      | ф  | Північна зірка                         | North Star                          | Шон МакЛеннон             |
| 1996      | ф  | Стирач                                 | Eraser                              | маршал США Роберт ДеГюрін |
| 1996      | ф  | Куленепробивний                        | Bulletproof                         | Колтон                    |
| 1998      | тф | Приватний детектив Марлоу              | Poodle Springs                      | Філіп Марлоу              |
| 2000      | ф  | Ярди                                   | The Yards                           | Френк Олкін               |
| 2000      | ф  | Місто вдачі                            | Luckytown                           | Чарлі Дойлс               |
| 2001      | ф  | Убивство в «Центрі Америки»            | Viva Las Nowhere                    | Рой Бейкер                |
| 2001      | тф | Страж «Червоної скелі»                 | Warden of Red Rock                  | Джон Фліндерс             |
| 2001      | тф | Погляд з пекла                         | A Glimpse of Hell                   | капітан Фред Мусаллі      |
| 2002      | тф | Різець небесний                        | Lathe of Heaven                     | доктор Вільям Габер       |
| 2002      | тф | Злочинна кров                          | Blood Crime                         | шериф Морган Маккенна     |
| 2003      | ф  | Ельф                                   | Elf                                 | Волтер Гобс               |
| 2003      | ф  | Доґвіль                                | Dogville                            | Велика Людина             |
| 2003—2007 | с  | Лас Вегас                              | Las Vegas                           | Ед Делайн                 |
| 2004      | с  | Розслідування Джордан                  | Crossing Jordan                     | Ед Делайн                 |
| 2004      | тф | Неймовірна місіс Рітчі                 | The Incredible Mrs. Ritchie         | містер Гаррі Девітт       |
| 2006      | вг | The Godfather                          | The Godfather                       | Сонні Корлеоне            |
| 2006      | вг | The Godfather: Mob Wars                | The Godfather: Mob Wars             | Сонні Корлеоне            |
| 2007      | вг | The Godfather: The Don's Edition       | The Godfather: The Don's Edition    | Сонні Корлеоне            |
| 2007      | вг | The Godfather: Blackhand Edition       | The Godfather: Blackhand Edition    | Сонні Корлеоне            |
| 2008      | тф | Крута Пет                              | Wisegal                             | Сальваторе Палмері        |
| 2008      | ф  | Будь кмітливим                         | Get Smart                           | президент                 |
| 2008      | ф  | Нью-Йорку, я люблю тебе                | New York, I Love You                | містер Рікколі            |
| 2009      | ф  | Посередники                            | Middle Men                          | Джеррі Хаггерті           |
| 2009      | мф | Мінлива хмарність, часом фрикадельки   | Cloudy with a Chance of Meatballs   | Тім Локвуд                |
| 2009      | мс | Гріфіни                                | Family Guy                          | Джеймс Каан               |
| 2010      | с  | Надокучливий апельсин                  | The Annoying Orange                 | Джалапено                 |
| 2010      | ф  | Кримінальна фішка від Генрі            | Henry's Crime                       | Макс Зальцман             |
| 2011      | ф  | Учитель на заміну                      | Detachment                          | містер Чарльз Сіболд      |
| 2012      | ф  | Безвихідна ситуація                    | Small Apartments                    | містер Оллспайс           |
| 2012      | ф  | Мій пацан                              | That's My Boy                       | Макналлі                  |
| 2012      | с  | Гаваї 5.0                              | Hawaii Five-0                       | Тоні Арчер                |
| 2013      | с  | Місто мрії                             | Magic City                          | Сай Берман                |
| 2013      | мф | Мінлива хмарність, часом фрикадельки 2 | Cloudy with a Chance of Meatballs 2 | Тім Локвуд                |
| 2013—2014 | с  | Повернутися в гру                      | Back in the Game                    | Террі Геннон старший      |
| 2015      | тф |                                        | Wuthering High School               | Містер Ерншоу             |
| 2015      | ф  | Мінков                                 | Minkow                              | агент Пол Вінсант         |
| 2015      | ф  | Сицилійський вампір                    | Sicilian Vampire                    | професор Бернард Айсакс   |
| 2016      | ф  |                                        | The Good Neighbor                   | Гарольд Грейні            |
| 2016      | ф  |                                        | The Red Maple Leaf                  | Джордж Лоуренс Секорд     |
| 2017      | ф  |                                        | Undercover Grandpa                  | дідусь                    |
| 2017      | ф  |                                        | Holy Lands                          | Гаррі Розенмерк           |
| 2018      | ф  |                                        | Out of Blue                         | полковник Том Роквелл     |
| 2021      | ф  |                                        | Queen Bees                          | Ден Сімпсон               |